# Associazioni Calcio Riunite Messina 2020-2021
Questa voce raccoglie le informazioni riguardanti l'Associazioni Calcio Riunite Messina Società Sportiva Dilettantistica nelle competizioni ufficiali della stagione 2020-2021.

## Stagione
Nella stagione 2020-2021 il ritiro precampionato del Messina si svolge a Polla dal 24 agosto al 10 settembre. Disputa il girone I del campionato di Serie D, raccoglie 74 punti con il primo posto, che significa ritorno in Serie C a distanza di due stagioni. I peloritani allenati da Raffaele Novelli ottengono 33 punti nel girone di andata concluso al secondo posto posto alle spalle dei cugini del FC Messina, poi nel girone di ritorno portano a casa 41 punti, chiudendo il torneo con due lunghezze sui cugini. Con 20 reti Ciro Foggia vince la classifica marcatori del girone e contribuisce al ritorno del Messina in Serie C, anche Mauro Bollino contribuisce alla causa raggiungendo la doppia cifra, firmando 10 reti.

## Divise e sponsor
La ditta fornitrice del materiale tecnico è Givova; lo sponsor principale è Sciotto Automobili; La divisa di casa è costituita da una maglia di colore bianco con inserti gialli e rossi, pantaloncini e calzettoni neri. La divisa da trasferta, è composta da una maglia rossa con inserti gialli, con pantaloncini e calzettoni rossi. 
| Casalinga | Trasferta |

## Rosa
Rosa aggiornata al 15 aprile 2021
| N. |                     | Ruolo | Calciatore          |
| -- | ------------------- | ----- | ------------------- |
| 1  | Italia (bandiera)   | P     | Alessandro Lai      |
| 12 | Italia (bandiera)   | P     | Francesco Lima      |
| 22 | Italia (bandiera)   | P     | Leonardo Caruso     |
| 96 | Slovenia (bandiera) | D     | Aleksandar Boskovic |
| 4  | Italia (bandiera)   | D     | Sergio Sabatino     |
| 6  | Italia (bandiera)   | D     | Matteo Bellopede    |
| 15 | Italia (bandiera)   | D     | Paolo Lomasto       |
| 3  | Italia (bandiera)   | D     | Paolo Giofrè        |
| 34 | Italia (bandiera)   | D     | Alessio Izzo        |
| 2  | Italia (bandiera)   | D     | Bruno Cascione      |
| 39 | Italia (bandiera)   | D     | Luciano Mazzone     |
| 99 | Italia (bandiera)   | D     | Giuseppe Polichetti |
| 8  | Italia (bandiera)   | C     | Domenico Aliperta   |
| 14 | Francia (bandiera)  | C     | Yassine Saindou     |

| N. |                   | Ruolo | Calciatore                    |
| -- | ----------------- | ----- | ----------------------------- |
| 17 | Italia (bandiera) | C     | Alessio Cristiani             |
| 11 | Italia (bandiera) | C     | Raffaele Vacca                |
| 24 | Italia (bandiera) | C     | Giovanni Lavrendi             |
| 58 | Italia (bandiera) | C     | Carmine Cretella              |
| 27 | Italia (bandiera) | C     | Clemente Crisci               |
|    | Italia (bandiera) | C     | Matthias Manganaro            |
| 7  | Italia (bandiera) | A     | Pietro Arcidiacono (capitano) |
| 5  | Italia (bandiera) | A     | Simone Addessi                |
| 10 | Italia (bandiera) | A     | Mauro Bollino                 |
| 9  | Italia (bandiera) | A     | Ciro Foggia                   |
| 20 | Italia (bandiera) | A     | Nino Garofalo                 |
| 25 | Italia (bandiera) | A     | Salvatore Manfrellotti        |
| 21 | Italia (bandiera) | A     | Evangelista Cunzi             |
| 77 | Italia (bandiera) | A     | Fabio Oggiano                 |

Area Comunicazione
Responsabile Ufficio Stampa: Paolo Crisafi
Addetto alla comunicazione: Estefan Tirrito
Radio Ufficiale: Radio Night
Speaker Ufficiale: Estefan Tirrito
Fotografo Ufficiale: Paolo Furrer

## Risultati

### Serie D - girone I

#### Girone di andata
| Arbitro: | Schiavon (Treviso) |

|                        |           |                 |
| Crucitti 3’ Dorato 22’ | Marcatori | 29’, 46’ Foggia |

| Arbitro: | Vingo (Pisa) |

|                 |           |  |
| Arcidiacono 41’ | Marcatori |  |

| Arbitro: | Cardella (Torre del Greco) |

|                          |           |           |
| Actis Goretta 79’ (rig.) | Marcatori | 10’ Vacca |

| Arbitro: | Pistarelli (Fermo) |

|                               |           |               |
| Foggia 19’ Bollino 67’ (rig.) | Marcatori | 89’ De Felice |

| Arbitro: | Tesi (Lucca) |

|                      |           |  |
| Caballero 10’ (rig.) | Marcatori |  |

| Arbitro: | Sicurello (Seregno) |

|                         |           |                       |
| Bollino 17’ Addessi 78’ | Marcatori | 9’ (rig.), 32’ Uliano |

| Arbitro: | Pacella (Roma) |

|  |           |                    |
|  | Marcatori | 51’ (rig.) Bollino |

| Arbitro: | Agostoni (Milano) |

|           |           |  |
| Foggia 7’ | Marcatori |  |

| Arbitro: | Canci (Carrara) |

|          |           |                        |
| Lupo 24’ | Marcatori | 56’ (rig.), 63’ Foggia |

| Arbitro: | Tartarone (Frosinone) |

|               |           |  |
| Cristiani 83’ | Marcatori |  |

| Arbitro: | D'Eusanio (Faenza) |

|            |           |            |
| Maggio 17’ | Marcatori | 91’ Crisci |

| Arbitro: | Diop (Treviglio) |

|                 |           |  |
| Foggia 43’, 83’ | Marcatori |  |

| Arbitro: | Gandino (Alessandria) |

|                                           |           |                   |
| Gozzerini 13’ Garritano 43’ Ferchichi 49’ | Marcatori | 55’, 57’ Aliperta |

| Arbitro: | Migliorini (Verona) |

|                                                                                        |           |  |
| Arcidiacono 17’ Foggia 42’ (rig.) Addessi 47’ Aliperta 55’ Bollino 75’ Manfrelotti 84’ | Marcatori |  |

| Messina 3 febbraio 2021, ore 14.30 CEST 15ª giornata | Messina          | 0 – 0 referto | Licata | Stadio San Filippo-Franco Scoglio\| Arbitro: \| Leone (Barletta) \| |
| Arbitro:                                             | Leone (Barletta) |               |        |                                                                     |

| Arbitro: | Restaldo (Ivrea) |

|                                |           |                                  |
| Mannoni 37’ (rig.) Agudiak 92’ | Marcatori | 6’, 39’ Arcidiacono 17’ Sabatino |

| Arbitro: | Pezzopane (L'Aquila) |

|                               |           |  |
| Arcidacono 2’ Foggia 59’, 73’ | Marcatori |  |

#### Girone di ritorno
| Messina 21 febbraio 2021, ore 14.30 CEST 18ª giornata | Messina               | 0 – 0 referto | Cittanovese | Stadio San Filippo-Franco Scoglio\| Arbitro: \| Valentini (La Spezia) \| |
| Arbitro:                                              | Valentini (La Spezia) |               |             |                                                                          |

| Arbitro: | Bozzetto (Bergamo) |

|            |           |                          |
| Khoris 13’ | Marcatori | 29’ Addessi 62’ Cretella |

| Arbitro: | S. Peletti (Crema) |

|                                  |           |  |
| Addessi 22’ Foggia 37’ Vacca 50’ | Marcatori |  |

| Arbitro: | Djurdjevic (Trieste) |

|  |           |             |
|  | Marcatori | 52’ Addessi |

| Arbitro: | Mirabella (Napoli) |

|              |           |  |
| Aliperta 26’ | Marcatori |  |

| Arbitro: | Iacobellis (Pisa) |

|               |           |             |
| Gagliardi 54’ | Marcatori | 76’ Addessi |

| Arbitro: | Carsenzuola (Legnano) |

|                                                             |           |           |
| Addessi 30’ Cretella 52’ Foggia 55’, 78’ Bollino 62’ (rig.) | Marcatori | 8’ Samake |

| Arbitro: | Martinelli (Potenza) |

|               |           |                                  |
| Emmanouil 62’ | Marcatori | 19’ Bollino 27’ Cunzi 59’ Foggia |

| Arbitro: | Catanzaro (Catanzaro) |

|                        |           |                 |
| Aliperta 53’ Cunzi 67’ | Marcatori | 92’ Di Giuseppe |

| Arbitro: | Bracaccini (Macerata) |

|                |           |                        |
| Di Stefano 42’ | Marcatori | 69’ Foggia 74’ Lomasto |

| Messina 9 maggio 2021, ore 16.00 CEST 28ª giornata | Messina          | 0 – 0 referto | Santa Maria Cilento | Stadio San Filippo-Franco Scoglio\| Arbitro: \| Cosseddu (Nuoro) \| |
| Arbitro:                                           | Cosseddu (Nuoro) |               |                     |                                                                     |

| Arbitro: | Luongo (Napoli) |

|           |           |             |
| Greco 19’ | Marcatori | 72’ Bollino |

| Arbitro: | Gregoris (Pescara) |

|                                  |           |               |
| Foggia 25’, 37’, 78’ Bollino 38’ | Marcatori | 70’ Consiglio |

| Arbitro: | Di Cicco (Lanciano) |

|  |           |                                                     |
|  | Marcatori | 22’ Lomasto 24’ Aliperta 64’ Cristiani 68’ Cretella |

| Arbitro: | Duzel (Castelfranco Veneto) |

|         |           |             |
| Izco 2’ | Marcatori | 59’ Lomasto |

| Arbitro: | Burlando (Genova) |

|                                        |           |  |
| Bollino 12’ Foggia 20’ Arcidiacono 64’ | Marcatori |  |

| Arbitro: | Colaninno (Nola) |

|            |           |                                          |
| Alagna 44’ | Marcatori | 23’ Bollino 38’ Sabatino 50’ Arcidiacono |

## Statistiche
Aggiornate al 3 luglio 2021

### Statistiche di squadra
| Competizione | Punti | In casa | In casa | In casa | In casa | In casa | In casa | In trasferta | In trasferta | In trasferta | In trasferta | In trasferta | In trasferta | Totale | Totale | Totale | Totale | Totale | Totale | DR  |
| Competizione | Punti | G       | V       | N       | P       | Gf      | Gs      | G            | V            | N            | P            | GF           | GS           | G      | V      | N      | P      | GF     | GS     | DR  |
| ------------ | ----- | ------- | ------- | ------- | ------- | ------- | ------- | ------------ | ------------ | ------------ | ------------ | ------------ | ------------ | ------ | ------ | ------ | ------ | ------ | ------ | --- |
| Serie D      | 74    | 17      | 13      | 4       | 0       | 36      | 6       | 17           | 8            | 7            | 2            | 30           | 19           | 34     | 21     | 11     | 2      | 66     | 25     | +41 |
| Totale       | 74    | 17      | 13      | 4       | 0       | 36      | 6       | 17           | 8            | 7            | 2            | 30           | 19           | 34     | 21     | 11     | 2      | 66     | 25     | +41 |

### Andamento in campionato
| Giornata  | 1 | 2 | 3 | 4 | 5 | 6 | 7 | 8 | 9 | 10 | 11 | 12 | 13 | 14 | 15 | 16 | 17 | 18 | 19 | 20 | 21 | 22 | 23 | 24 | 25 | 26 | 27 | 28 | 29 | 30 | 31 | 32 | 33 | 34 |
| --------- | - | - | - | - | - | - | - | - | - | -- | -- | -- | -- | -- | -- | -- | -- | -- | -- | -- | -- | -- | -- | -- | -- | -- | -- | -- | -- | -- | -- | -- | -- | -- |
| Luogo     | T | C | T | C | T | C | T | C | T | C  | T  | C  | T  | C  | C  | T  | C  | C  | T  | C  | T  | C  | T  | C  | T  | C  | T  | C  | T  | C  | T  | T  | C  | T  |
| Risultato | N | V | N | V | P | N | V | V | V | V  | N  | V  | P  | V  | N  | N  | V  | N  | V  | V  | V  | V  | N  | V  | V  | V  | V  | N  | N  | V  | V  | N  | V  | V  |
| Posizione | 8 | 2 | 6 | 3 | 8 | 8 | 7 | 4 | 2 | 1  | 1  | 1  | 1  | 1  | 1  | 1  | 1  | 1  | 1  | 1  | 1  | 1  | 1  | 1  | 1  | 1  | 1  | 1  | 1  | 1  | 1  | 1  | 1  | 1  |

Legenda:

Luogo: C = Casa; T = Trasferta. Risultato: V = Vittoria; N = Pareggio; P = Sconfitta.